# Tinodes megalopompos
Tinodes megalopompos är en nattsländeart som beskrevs av Malicky 1977. Tinodes megalopompos ingår i släktet Tinodes och familjen tunnelnattsländor. Inga underarter finns listade i Catalogue of Life.